# Luppy
Luppy är en kommun i departementet Moselle i regionen Grand Est (tidigare regionen Lorraine) i nordöstra Frankrike. Kommunen ligger i kantonen Pange som tillhör arrondissementet Metz-Campagne. År 2022 hade Luppy 588 invånare.

## Befolkningsutveckling
Antalet invånare i kommunen Luppy
| Referens: INSEE |